# Грубетић
Грубетићи су фамилија која води порекло од дубровачких властелина Рањина. 
У средњем веку населили су подручје трговачке колоније Јелеч (општина Нови Пазар, село Грубетиће). Презиме Грубетић усвојили су са православном вером после Косовске битке. Од тада се спомињу и у породичним стаблима црногорских Васојевића. После Велике сеобе Срба, крајем XVII века прелазе у јужни Банат (села Старчево, Делиблато, Долово). Од краја Другог светског рата мигрирају у разним правцима. Данас чланови ове бројне фамилије живе на подручју Београда, Панчева, Ковина и Костолца. Неки су емигрирали у Француску и Аустралију. Крсна слава им је Ђурђиц (16. новембар) и Аранђеловдан (21. новембар).